# 守屋えみ
守屋 えみ（もりや えみ、12月9日 - ）は、日本の女優。東京都町田市出身。身長167cm。
東京ビジュアルアーツミュージカル専攻を卒業後、羽鳥三実広に師事。2010年から舞台を中心に女優として活動を始める。 映画24区の俳優コースにて2017年4月、2018年6月のMVPを受賞。特技はジャズダンス、日舞、水泳。所属事務所は株式会社SAKURA MILL。

## 出演

### テレビドラマ
- 孤独のグルメ Season4 第1話（2014年7月9日、 テレビ東京） - メガネ屋女性店員 役
- 怪生伝 エピソード2（2014 フジテレビ） - 村人 役[3]
- ポイズンドーター・ホーリーマザー 第2話（2019年、WOWOW） - 羽村ユリ 役[4]

### 映画
- ワークショップ（2018年 蔦哲一朗監督）[5]
- ミゾロギミツキを探して（2018年 吉野竜平監督） - 君島奈々美 役[6]
- 脳天パラダイス（2020年 山本政志監督）[4]
- ある殺人 落ち葉のころに（2021年 三澤拓哉監督）
- グッバイ・クルエル・ワールド（2022年 大森立嗣監督）
- ぶぶ漬けどうどす（2025年、冨永昌敬監督） - 舟木貴和 役[7][8]

### 舞台
- ダンシング・オールドでい・クラブ3（2010年 ザ・スズナリ）- 劇団鳥獣戯画[1]
- 戦場のシェイクスピア（2011年 本多劇場）- 劇団鳥獣戯画[1]
- 元気うどん（2011年 ザ・スズナリ）- 劇団鳥獣戯画[1]
- やっぱりカフェが好き（2012年 川崎プラザソル）-いと、まほろば
- オーバーブッキング（2012年 「劇」小劇場）- 劇団東京おいっす！[1]
- カリフォルニアドリーミン（2013年 ザ・スズナリ）- 劇団鳥獣戯画[1]
- 居抜きの来夢来人（2013年 「劇」小劇場）- 劇団東京おいっす！[1]
- 刹那（2013年 新宿眼科画廊）- 劇26.25団[1]
- ハルメリ2013（2013年 座・高円寺1）- オフィスプロジェクトＭ[1]
- バイセコ（2014年 座・高円寺1）- 劇団チャリT企画[1]
- 普通の女（2014年/2015年/2018年 明日にかける橋）- 作:オオタスセリ[1]
- 月暈とメスシリンダ（2015年 小劇場B1）- SkyTheaterProject[1]
- 黄色い叫び（2015年 上野ストアハウス）- 中津留章仁LOVERS[1]
- 劇団山田のぞみ（2019年 STスポット）-劇団一生のお願い
- 二十世紀少年少女読本（2020年 浅草九劇）-鄭義信演出
- 普通の人々（2022年 明日にかける橋）-作:オオタスセリ
- 近松心中物語（2025年公演予定 KAAT神奈川芸術劇場）- CCCreation[9]

### モデル
- じゃらん 長野旅編（2014年）
- ケイコとマナブ 28歳のリアル編（2014年）
- ハクビ京都きもの学院（2015年）

### ナレーション
- ありがとねっと 加盟店紹介動画